# Dan Fesperman
Œuvres principales
- Mort à Sarajevo
- The Prisoner of Guantanamo
- L'Écrivain public

Dan Fesperman, né le 15 septembre 1955 à Charlotte, en Caroline du Nord, aux États-Unis, est un journaliste et un écrivain américain, auteur de roman policier.

## Biographie
Il suit les cours de l'université de Caroline du Nord à Chapel Hill, puis devient journaliste. Il travaille notamment pour le Fayetteville Times, le Durham Morning Herald, le Charlotte News (en), le Miami Herald et le Baltimore Sun.
Pour le Baltimore Sun, il couvre l'actualité internationale et effectue de nombreux déplacements à l'étranger, couvrant régulièrement des événements en Europe et au Moyen-Orient. Il suit aussi plusieurs conflits armés à l'étranger, comme la guerre du Golfe, la guerre de Croatie ou la guerre de Bosnie-Herzégovine et passe trois années à Berlin, en Allemagne. Il se rend au Pakistan et en Afghanistan pour couvrir l'après 11-Septembre.
Il s'inspire de son expérience de reporter pour amorcer sa carrière de romancier. S'inspirant du siège de Sarajevo, il publie son premier roman, intitulé Mort à Sarajevo (Lie in the Dark), en 1999. Il renouvelle l'expérience dans ses productions suivantes, comme The Amateur Spy (2007), roman qui se base sur ses souvenirs de voyage au Moyen-Orient, ou The Arms Maker of Berlin (2009), écrit d'après son expérience berlinoise.
L'Écrivain public (The Letter Writer), paru en 2016, est un roman policier historique. Woodrow Cain, un policier sudiste, arrive dans la Big Apple au moment où, en février 1942, le paquebot Normandie, en flammes, sombre dans les eaux de l'Hudson. Peu après, un cadavre est découvert sur les docks contrôlés par la mafia. Là, Cain fait la connaissance d’un écrivain public, Danziger, obsédé par l'arrivée massive des migrants européens qui fuient la guerre. Cet homme étrange incite le jeune inspecteur à poursuivre son enquête à Germantown, le ghetto allemand de New York, gangréné par le pouvoir croissant de sympathisants nazis.  Cependant, les meurtres se multiplient et Cain est pressé par ses supérieurs d'en découvrir le ou les instigateurs. Ce roman a été élu Meilleur roman policier de l'année par le New York Times.
Trois des romans de Dan Fesperman sont traduits en français : deux aux Éditions de Fallois et l'autre au Cherche midi.

## Œuvre

### Romans
- Lie in the Dark (1999) Publié en français sous le titre Mort à Sarajevo, traduction de Christophe Moras, Paris, de Fallois, 2008 (ISBN 978-2-87706-667-9)
- The Small Boat of Great Sorrows (2003)
- The Warlord's Son (2004) Publié en français sous le titre Le Fils du seigneur de la guerre, traduction d’Isabelle Caron, Paris, de Fallois, coll. « Fallois littérature », 2006 (ISBN 978-2-87706-569-6) ; réédition, Paris, LGF, coll. « Le Livre de poche. Thriller » no 37247, 2008 (ISBN 978-2-253-11628-8)
- The Prisoner of Guantanamo (2006)
- The Amateur Spy (2007)
- The Arms Maker of Berlin (2009)
- Layover in Dubai (2010)
- The Double Game (2012)
- Unmanned (2014)
- The Letter Writer (2016) Publié en français sous le titre L'Écrivain public, traduction de Jean-Luc Piningre, Paris, Le Cherche midi, 2018 (ISBN 978-2-7491-5693-4) ; réédition, Paris, 10/18 coll. « Grands détectives » no 5428, 2019  (ISBN 978-2-264-07381-5)
- Safe Houses (2018) Publié en français sous le titre Non officiel, traduction de Michèle Lenormand, Paris, Le Cherche midi, 2022 (ISBN 978-2-749-16575-2)
- The Cover Wife (2021)
- Winter Work (2022)
- Pariah (2025)

## Prix et distinctions notables

### Prix
- CWA New Blood Dagger (en) 1999 du meilleur premier roman pour Lie in the Dark[1]
- Prix CWA Ian Fleming Steel Dagger 2003 pour The Small Boat of Great Sorrows[1]
- Nomination au prix CWA Ian Fleming Steel Dagger 2004 pour The Warlord's Son[1]
- Prix Hammett 2006 pour The Prisoner of Guantanamo[2]
- Meilleur roman policier de l’année par le New York Times 2016 pour L'Écrivain public
- Prix Barry 2019 du meilleur thriller pour Safe Houses[3]
- L'Écrivain public sélectionné pour le prix SNCF du polar 2019[4]

### Nomination
- Prix Barry 2023 du meilleur thriller pour Winter Work[3]